# A' Katīgoria 2005-2006
L'edizione 2005-2006 della A' Katīgoria fu la 67ª del massimo campionato di calcio cipriota; vide la vittoria finale dell'Apollōn Limassol, che conquistò il suo terzo titolo.
Capocannoniere del torneo fu, per il terzo anno consecutivo, Łukasz Sosin dell'Apollōn Limassol con 28 reti.

## Formula
Le 14 squadre partecipanti disputarono il campionato incontrandosi in due gironi di andata e ritorno, per un totale di 26 giornate. Erano previste tre retrocessioni.

## Classifica finale
|  |    | Classifica finale  | G  | V  | N  | P  | GF | GS | DR  | Punti |
|  | -- | ------------------ | -- | -- | -- | -- | -- | -- | --- | ----- |
|  | 1  | Apollōn Limassol   | 26 | 19 | 7  | 0  | 68 | 24 | +44 | 64    |
|  | 2  | Omonia             | 26 | 20 | 3  | 3  | 59 | 20 | +39 | 63    |
|  | 3  | APOEL (CC)         | 26 | 19 | 5  | 2  | 63 | 22 | +41 | 62    |
|  | 4  | Anorthōsis (C)     | 26 | 15 | 8  | 3  | 55 | 26 | +29 | 53    |
|  | 5  | EN Paralimni       | 26 | 12 | 7  | 7  | 40 | 28 | +12 | 43    |
|  | 6  | Nea Salamis        | 26 | 12 | 5  | 9  | 53 | 48 | +5  | 41    |
|  | 7  | AEL Limassol       | 26 | 10 | 5  | 11 | 44 | 48 | -4  | 35    |
|  | 8  | AEK Larnaca        | 26 | 9  | 4  | 13 | 39 | 37 | +2  | 31    |
|  | 9  | Ethnikos Achnas    | 26 | 7  | 11 | 8  | 42 | 43 | -1  | 28    |
|  | 10 | Digenīs Morphou    | 26 | 7  | 7  | 12 | 33 | 45 | -12 | 28    |
|  | 11 | Olympiakos Nicosia | 26 | 6  | 9  | 11 | 40 | 50 | -10 | 27    |
|  | 12 | APOP Kinyras       | 26 | 5  | 3  | 18 | 35 | 65 | -30 | 18    |
|  | 13 | APEP Pitsilia      | 26 | 1  | 5  | 20 | 17 | 72 | -55 | 8     |
|  | 14 | EN ThOΪ Lakatamia  | 26 | 1  | 4  | 21 | 15 | 75 | -60 | 7     |

G = Partite giocate; V = Vittorie; N = Nulle/Pareggi; P = Perse; GF = Goal fatti; GS = Goal subiti; DIF = Differenza reti;
- (C): Campione nella stagione precedente
- (CC): Vince la Coppa di Cipro

### Verdetti
- Apollon Campione di Cipro 2005-2006.
- APOP, APEP Pitsilia	 e ENTHOI Lakatamia retrocesse in Seconda Divisione.

### Qualificazioni alle Coppe europee
- UEFA Champions League 2006-2007: Apollon qualificato al primo turno preliminare.
- Coppa UEFA 2006-2007: APOEL (come vincitore di Coppa) e Omonia qualificate al primo turno preliminare.
- Coppa Intertoto 2006: Ethnikos Achnas qualificato.